# Championnat de Suisse de hockey sur glace D3
Le championnat de Suisse de hockey sur glace de troisième division, appelé aujourd'hui MyHockey League, est le troisième niveau de hockey sur glace en Suisse.  Elle est la plus haute ligue amateur. La ligue s'appelait à l'origine MySports League. 
Le championnat compte 12 équipes et se déroule dans toute la Suisse. Les équipes sont divisées en deux groupes régionaux de 6 équipes ; cependant, un seul classement pour les 12 équipes est établi, toutes les équipes s'affrontant au moins deux fois lors de la saison régulière.
Le format actuel du championnat a été inauguré en 2017, en réunissant les douze meilleures équipe du format précédent, et créant ainsi un nouveau niveau entre la deuxième division et la 1re ligue, qui faisait jusqu'alors figure de troisième division. 

## Format actuel
Pour éviter les longs trajets et pour que les joueurs puissent concilier sport et activité professionnelle, les douze équipes sont divisées en deux groupes selon la proximité géographique. La saison régulière se déroule ainsi en 32 tours : quatre matchs (deux aller-retour) contre chaque équipe du même groupe régional et deux (un aller-retour) contre celles de l'autre poule.
À l'issue de la saison régulière, un classement final est établi. Les huit premières équipes participent aux play-off, dont chaque série se joue au meilleur des cinq matchs. Les quatre vainqueurs des quarts de finale passent en demi-finales. Les deux vainqueurs des demi-finales sont qualifiés pour la finale et s'affrontent, toujours au meilleur des cinq matchs. Le classement à l'issue de la saison régulière est déterminant pour l'avantage de la glace.
Le champion peut prétendre à la montée en Swiss League pour autant qu'il ait déposé sa candidature et remplisse les critères de la Ligue. Si, à la fin de la saison 2018-2019, il a suffi au HC Sierre de remporter la finale des play-off de MySports League pour être promu en Swiss League, les conditions ont changé la saison suivante du fait que la Swiss League compte à nouveau 12 équipes. Désormais, pour prétendre à une promotion sur le plan sportif, un club de MySports League doit se qualifier pour la finale des play-off (au meilleur des 5 matchs) puis disputer et remporter le barrage de promotion/relégation contre l'équipe la moins bien classée à l'issue du ranking round de Swiss League. Ce barrage se dispute au meilleur des 7 matchs. Si les deux finalistes de MySports League sont candidats à la promotion et qu'ils remplissent tous deux les critères de la Ligue, seul le vainqueur de la finale (désigné champion de MySports League) pourra disputer le barrage de promotion.
À l'échelon inférieur, et s'il en émet le vœu, le vainqueur de 1re ligue est promu en MySports League. Sinon, c'est le champion régional le mieux classé qui prend sa place.

## Équipes 2025-2026
| Équipe                     | Ville          | Patinoire                   |
| -------------------------- | -------------- | --------------------------- |
| EHC Bülach                 | Bülach         | Sportzentrum Hirslen        |
| EHC Dübendorf              | Dübendorf      | KEB Im Chreis               |
| EHC Frauenfeld             | Frauenfeld     | Kunsteisbahn Frauenfeld     |
| EHC Seewen (de)            | Seewen SZ (de) | Stadion Zingel              |
| EHC Thun                   | Thoune         | Grabengut                   |
| EHC Wetzikon (de)          | Wetzikon       | Eishalle Wetzikon           |
| HC Franches-Montagnes      | Saignelégier   | Centre de Loisirs           |
| Hockey Huttwil (de)        | Huttwil        | Campus-Perspektiven         |
| PIKES EHC Oberthurgau (de) | Romanshorn     | Eissportzentrum Oberthurgau |
| SC Langenthal              | Langenthal     | Eishalle Schoren            |
| SC Lyss                    | Lyss           | Seelandhalle                |

| Bülach Wetzikon Langenthal Saignelégier Frauenfeld Dübendorf Huttwil Lyss Seewen SZ Thoune Romanshorn |

## Historique

### de 1937 à 1947: Série B
À partir de 1937, le hockey sur glace devenant de plus en plus populaire en suisse, la création d'une troisième division est effectuée. Quatre divisions sont mises en place : Romande (HC Caux, HC Montana, HC Château-d'Œx, HC La Chaux-de-Fonds, HC Lausanne Université et HC Young Sprinters), Centrale (Rotweiss Bâle II, SC Wengen, EHC Grindelwald et HC Gstaad), Orientale (EHC Veltheim, EHC Winterthur, HC Saint-Gall, SC Küsnacht et SC Zürich III) et Grisons (HC Davos III, HC Klosters et HC Coire). Si Davos en est le premier champion, il ne peut prétendre à la promotion, c'est donc Wengen et Young Sprinters qui accèdent au barrage de promotion en Série A.
L'année suivante, de nouvelles équipes apparaissent : HC Saint-Imier, HC Le Locle, HC Sonvilier, Leysin SC, HC Brigue, HC Villars, Lycée Jaccard, HC Star Lausanne, EHC Thalwil, Académie Zürich, HC Lucerne et Enge Zürich.
En 1946-1947, on compte 79 équipes inscrites en Série B.

### de 1947 à 1956: Série A
Lors de la saison 1947-1948, La Ligue nationale B est créée, professionnalisant le championnat de deuxième division suisse. La Série A devient donc le troisième échelon, reléguant la Série B au quatrième échelon. Le premier champion est l'équipe des vétérans SC Zürich.
La dernière saison de Série A, en 1955-1956, voit le HC Servette finir champion et être promu en LNB.

### de 1957 à 2017:1reLigue
Dans le but d'homogénéiser avec les appellations utilisées dans le Championnat de Suisse de football, la Série A est renommée 1re Ligue. Son format ne change pas, il est toujours ouvert aux équipes nouvelles ainsi qu'au deuxième contingent d'une équipe évoluant dans une ligue supérieure. Pour être promu, les équipes doivent disputer les finales de la ligue, puis un match de barrage contre les derniers de la LNB.
Pour garder un aspect régional, la première ligue est divisée en trois divisions (Est, Centre et Ouest) elles-mêmes divisées en trois groupes. Les équipes championnes s'affrontent dans une finale régionale et les champions de chaque division se retrouvent ensuite dans un tournoi à trois équipes pour la finale nationale.
Lors de la saison 1961-1962, la ligue refait la répartition des équipes en 6 groupes avec à la fin une finale pour l'Est et une finale pour l'Ouest, le champion de chacune d'elles accède aux barrages de promotion en LNB. Dès la saison 1963-1964, les barrages sont abandonnés, les deux finalistes du championnat sont automatiquement promus à la place des deux derniers de la LNB qui eux sont relégués.
En 1966-1967, la LNB annonce vouloir réduire de 20 à 16 équipes pour la saison suivante. Il est donc décidé que les champions de chaque groupe de 1re ligue affronteront les 3 derniers des deux divisions de la LNB dans un tournoi où seul le vainqueur est qualifié pour la LNB. la saison suivante la règle des deux champions est rétablie.
À partir de la saison 1970-1971, la 1re Ligue se compose de 40 équipes réparties en 4 groupes. Pour la première fois, les seconds contingents d'équipes situés dans une ligue supérieure ne sont plus autorisés.
Cette formule tient jusqu'au championnat de 1984-1985, la fédération souhaitant remanier la ligue en 3 groupes, décide de réduire le nombre d'équipes à 36.
La saison 1993-1994 voit la fédération changer les règles. Dorénavant, les phases de groupes sont décomposées en deux étapes, après 22 rencontres, les 6 premiers sont qualifiés pour une poule finale de 10 matchs qui désigne le champion régional et le qualifie pour la finale nationale ; les 6 derniers disputent une poule contre la relégation de 10 matchs également et les deux derniers sont relégués en 2e Ligue. Seul le champion national est dorénavant promu en LNB.
L'introduction des play-off se fait lors de la saison 1995-1996. Les 8 premiers de chaque groupe y participent alors que les 4 derniers disputent un tour contre la relégation de 6 matchs.
À partir de 2003-2004, les clubs prétendant à une promotion en LNB doivent annoncer à l'avance leur candidature, tout en fournissant un plan financier montrant qu'ils pourront assumer les coûts fonctionnels dans une ligue professionnelle. Si au terme de la saison le champion désigné n'est pas un prétendant à la promotion, un des finalistes peut être promu à sa place, ce qui est le cas avec le Forward Morges cette année-là.
Lors de la saison 2009-2010, les règles pour être promu en LNB se durcissent. Il faut présenter son dossier de candidature à la fédération dès la mi-janvier et être sacré champion pour être promu. Alors que les précédentes années, il y avait entre deux et trois candidats à la promotion, ces nouvelles règles réduisent encore le nombre de prétendants, seul le HC Red Ice dépose un dossier, mais doit attendre la saison 2011-2012 pour remporter le championnat et être promu. 
Il faut attendre le 15 février 2015 pour voir les règles de promotion s'assouplir, il n'est plus nécessaire d'être le champion pour être promu, comme précédemment . Ironiquement, les deux derniers promus dans ce format sont le EHC Winterthour en 2014-2015 et le HC Biasca en 2015-2016, tous deux sacrés champion suisse amateur.